# Hà Quảng Bái
Hà Quảng Bái (何廣沛) có tên tiếng Anh là Matthew Ho (sinh ngày 3 tháng 8 1988 tại Hồng Kông thuộc Anh) là một nam diễn viên truyền hình-diễn viên điện ảnh, người dẫn chương trình kiêm ca sĩ nổi tiếng người Hồng Kông. Anh hiện đang là diễn viên độc quyền của hãng TVB.

## Đầu đời
Matthew Ho sinh ngày 3 tháng 8 năm 1988 tại Hồng Kông và theo học trường Đại học St. Stephen ở Stanley, Hồng Kông cho đến năm 14 tuổi, Mẫu 3, khi anh và gia đình nhập cư đến San Francisco, California. Sau khi theo học tại trường Cao đẳng Foothill ở Los Altos Hills, California, anh chuyển sang trường Đại học Bang California và tốt nghiệp cử nhân kế toán. Nửa năm sau khi tốt nghiệp, Ho trở về Hồng Kông và trở thành DJ cho đài phát thanh internet, 9DTV.  Năm 2012, anh tốt nghiệp lớp đào tạo nghệ sĩ thứ 26 của TVB và chính thức ký hợp đồng với công ty.

## Sự nghiệp
Sau khi làm diễn viên nền trong một số bộ phim truyền hình của TVB, Hồ lần đầu tiên được chú ý với vai diễn phiên bản tuổi teen của nhân vật Lawrence Ng vào năm 2014, bộ phim truyền hình Never Dance Alone.
Năm 2016, Ho thu hút được nhiều sự chú ý hơn với màn trình diễn trong bộ phim pháp lý Law dis-Order. Anh đã được công nhận khi giành được giải Nghệ sĩ mới xuất sắc nhất của TVB tại Lễ trao giải StarHub TVB 2016.
Năm 2017, Hồ đã giành được giải thưởng Nghệ sĩ được cải thiện nhiều nhất tại cả Giải thưởng StarHub TVB và Giải thưởng Ngôi sao TVB Malaysia. Tại lễ trao giải TVB Anniversary Awards 2017, anh đã giành được giải thưởng Đối tác trên màn ảnh được yêu thích nhất cùng với Edwin Siu và Raymond Cho với sự hợp tác của họ trong bộ phim truyền hình A General, a Scholar and a Eunuch.
Năm 2018, Ho đã giành được đề cử Nam diễn viên chính xuất sắc nhất đầu tiên với bộ phim Life on the Line tại Lễ trao giải TVB Anniversary 2018 và giành được giải Nam nghệ sĩ được cải thiện nhiều nhất.

## Phim

### Phim truyền hình（TVB）
| Năm            | Tiêu đề                                         | Tiêu đề tiếng Trung | Vai diễn                            |
| -------------- | ----------------------------------------------- | ------------------- | ----------------------------------- |
| 2013           | Mái Ấm Gia Đình                                 | 愛·回家             | Mr. Shek, Thợ Nề, Cox, J.B., Tài Tử |
| 2013           | Thần thương thư kích                            | 神鎗狙擊            | Khán Giả                            |
| 2013           | Tam thế duyên                                   | 情逆三世緣          | trợ lý                              |
| 2013           | Mỹ nhân hành động                               | My盛Lady            | Tuấn Nam                            |
| 2013–14        | Lưỡi kiếm trên công đường                       | 舌劍上的公堂        | Công tử                             |
| 2014           | Thế giới quý cô                                 | 女人俱樂部          | Diêu Tử Luân lúc trẻ (Alan)         |
| 2014           | Hành động liêm chính 2014                       | 廉政行動2014        | Alan                                |
| 2014           | Vàng thắng tay                                  | 點金勝手            | Phóng Viên                          |
| 2014           | Tải với người yêu                               | 載得有情人          | Yo Gang nhân viên                   |
| 2014           | Mất dấu                                         | 使徒行者            | Đội đánh / Thành viên SDU           |
| 2014           | Tái chiến minh thiên                            | 再戰明天            | Nhân viên Dịch vụ Cải huấn          |
| 2014           | Đại Dược Phường                                 | 大藥坊              | Người lính bị nhiễm độc             |
| 2015           | Chuyện 4 nàng luật sư                           | 四個女仔三個BAR     | Max Kwong                           |
| 2015           | Xung tuyến                                      | 衝線                | Phục vụ                             |
| 2015           | Thủy phát yên chi                               | 水髮胭脂            | Phóng Viên                          |
| 2015           | Nô lệ nhà ở                                     | 樓奴                | Nhân Nhiều-niềm                     |
| 2015           | Bước Đi Cùng Em                                 | 陪著你走            | Đàn ông                             |
| 2015           | Đông Pha gia sự                                 | 東坡家事            | Song Hye-kyo                        |
| 2016           | Cương Thi - Ân Oán Truyền Kiếp                  | 殭                  | Ma cà rồng                          |
| 2016           | Cự Luân II                                      | 巨輪II              | Phan Tỷ-Xương                       |
| 2016           | Luật chính cường nhân/ Luật sư đại tài          | 律政強人            | Nick Chu Lực-Hành                   |
| 2016–17        | Hoàng đế lưu manh                               | 流氓皇帝            | Máy bay chiến đấu phù hợp           |
| 2016–17        | Điệp huyết trường thiên                         | 巾幗梟雄之諜血長天  | Máy bay chiến đấu du kích           |
| 2017           | Thần tài giá đáo                                | 財神駕到            | Vương Chiêu-thần                    |
| 2017           | Tình thương của mẹ hổ                           | 親親我好媽          | Văn Lượng Chiếu (Hayden)            |
| 2017           | Nam thần xuyên thời gian                        | 超時空男臣          | Lý Tấn Trung (thái giám)            |
| 2018           | Bà trùm                                         | 果欄中的江湖大嫂    |                                     |
| 2018           | Thiên mệnh                                      | 天命                | Phong Thân Ân Đức                   |
| 2018           | Khiêu nhược sinh mệnh tuyến/ Đội cứu hộ sinh tử | 跳躍生命線          | Trác Gia Kiệt                       |
| 2019           | Người Hùng Blouse Trắng/ Bạch Sắc Cường Nhân    | 白色強人            | Dr. Max Phan Thuê-Đức               |
| 2020           | Đồng tiền có tội/ Hoàng kim hữu tội             | 黃金有罪            | Tiền Vĩnh-kiệt                      |
| 2020           | Bão táp gia nghiệp                              | 大醬園              | Vạn Trác Phong / Daniel             |
| 2021           | Lực lượng phản ứng 2021                         | 陀槍師姐2021        | Người vô gia cư (tập 15)            |
| 2021           | Ái mỹ lệ cuồng tưởng khúc                       | 愛美麗狂想曲        | Rex Trịnh Vũ                        |
| 2021           | Tiệm đồ quái dị                                 | 異搜店              | Vi Đức Tín                          |
| 2022           | Zombie ăn não                                   | 食腦喪B             | Dư Dương Quang                      |
| 2022           | Người lạ mặt song sinh                          | 雙生陌生人          | Bồ Diệc Tuấn (Otis)                 |
| 2023           | Nữ hoàng tin tức                                | 新聞女王            | Ivan                                |
| TBA            | Nezha và Yang Jian                              | 哪吒與楊戩          | Hoàng Thiên-hóa                     |
| TBA            |                                                 | 曙光                | Khu Chói-tổ                         |
| Filming        |                                                 | 破毒強人            | Từ An-lạc                           |
| Filming        |                                                 | 回歸                | Khu Chói-tổ (young)                 |
| Pre-production |                                                 | 你好，我的大夫      | Cổ Nhà-king                         |

## Đề cử và giải thưởng

#### Lễ trao giải StarHub của TVB ở Singapore
| Năm  | Giải thưởng                                          | Phim / Tác phẩm                                           | Kết quả   |
| ---- | ---------------------------------------------------- | --------------------------------------------------------- | --------- |
| 2016 | Nghệ sĩ mới xuất sắc nhất của TVB                    | —                                                         | Đoạt giải |
| 2017 | Nghệ sĩ nam cải tiến nhất TVB yêu thích nhất của tôi | —                                                         | Đoạt giải |
| 2017 | Nam diễn viên chính TVB tôi yêu thích nhất           | Nam thần xuyên thời gian — Ngụy Trung Hiền / Lý Tiểu-đông | Đề cử     |
| 2017 | Cặp tình nhân màn ảnh TVB được yêu thích nhất        | Nam thần xuyên thời gian (được đề cử cùng Chu Thần Lệ)    | Đề cử     |

#### Lễ trao giải TVB ở Malaysia
| Năm  | Giải thưởng                                           | Phim / Tác phẩm                                           | Kết quả   |
| ---- | ----------------------------------------------------- | --------------------------------------------------------- | --------- |
| 2016 | Nam diễn viên có tiềm năng nhất mà tôi yêu thích nhất | Cự Luân II and Luật chính cường nhân/ Luật sư đại tài     | Đề cử     |
| 2017 | Nam diễn viên có tiềm năng nhất mà tôi yêu thích nhất | Tình thương của mẹ hổ và Nam thần xuyên thời gian         | Đoạt giải |
| 2017 | Nhân vật truyền hình TVB tôi yêu thích nhất           | Nam thần xuyên thời gian — Ngụy Trung Hiền / Lý Tiểu-đông | Đề cử     |
| 2017 | Top 17 nhân vật TVB được yêu thích nhất               | Nam thần xuyên thời gian — Ngụy Trung Hiền / Lý Tiểu-đông | Đề cử     |

#### Lễ trao giải TVB thường niên ở Hong Kong
| Năm  | Giải thưởng                                                     | Phim / Tác phẩm                                                                                                | Kết quả        |
| ---- | --------------------------------------------------------------- | --- | -------------- |
| 2016 | Nam diễn viên tiến bộ vượt bậc                                  | Cự Luân II , Luật chính cường nhân/ Luật sư đại tài and Điệp huyết trường thiên ]                              | Đề cử          |
| 2016 | Giải thưởng thường niên TVB cho Nam diễn viên phụ xuất sắc nhất | Luật chính cường nhân/ Luật sư đại tài — Nick Chu Lực-Hành (Nick)                                              | Đề cử          |
| 2017 | Nam diễn viên tiến bộ vượt bậc                                  | Thần tài giá đáo, Tình thương của mẹ hổ và Nam thần xuyên thời gian                                            | Đề cử          |
| 2017 | Đôi/nhóm bạn diễn được yêu thích nhất                           | Nam thần xuyên thời gian (được đề cử cùng Tiêu Chính Nam và Tào Vĩnh Liêm)                                     | Đoạt giải      |
| 2018 | Nam diễn viên tiến bộ vượt bậc                                  | Bà trùm, Thiên mệnh, Khiêu nhược sinh mệnh tuyến/ Đội cứu hộ sinh tử and Love Travel With High Speed Rail      | Đoạt giải      |
| 2018 | Nam diễn viên chính xuất sắc nhất                               | Khiêu nhược sinh mệnh tuyến/ Đội cứu hộ sinh tử — Trác Gia Kiệt                                                | Đề cử          |
| 2018 | Nam nhân vật được yêu thích nhất                                | Khiêu nhược sinh mệnh tuyến/ Đội cứu hộ sinh tử — Trác Gia Kiệt                                                | Đề cử          |
| 2018 | Nam diễn viên chính TVB được yêu thích nhất Singapore           | Khiêu nhược sinh mệnh tuyến/ Đội cứu hộ sinh tử — Trác Gia Kiệt                                                | Đề cử          |
| 2018 | Nam diễn viên chính TVB được yêu thích nhất Malaysia            | Khiêu nhược sinh mệnh tuyến/ Đội cứu hộ sinh tử — Trác Gia Kiệt                                                | Đề cử          |
| 2018 | Đôi/nhóm bạn diễn được yêu thích nhất                           | Khiêu nhược sinh mệnh tuyến/ Đội cứu hộ sinh tử (được đề cử cùng Trương Ngạn Bác, La Thiên Vũ và Quách Tử Hào) | Đề cử          |
| 2019 | Nam diễn viên phụ xuất sắc nhất                                 | Người Hùng Blouse Trắng/ Bạch Sắc Cường Nhân — Dr. Max Phan Thuê-Đức (Max)                                     | Đề cử (Top 5)  |
| 2019 | Nam nhân vật được yêu thích nhất                                | Người Hùng Blouse Trắng/ Bạch Sắc Cường Nhân — Dr. Max Phan Thuê-Đức (Max)                                     | Đề cử          |
| 2020 | Nam diễn viên chính xuất sắc nhất                               | Bão táp gia nghiệp — Vạn Trác Phong                                                                            | Đề cử          |
| 2020 | Nam nhân vật được yêu thích nhất                                | Bão táp gia nghiệp — Vạn Trác Phong                                                                            | Đề cử          |
| 2020 | Nam diễn viên chính TVB được yêu thích nhất Malaysia            | Bão táp gia nghiệp — Vạn Trác Phong                                                                            | Đề cử          |
| 2021 | Nam diễn viên phụ xuất sắc nhất                                 | Ái mỹ lệ cuồng tưởng khúc — Trịnh Vũ (Rex)                                                                     | Đề cử (Top 10) |

### Lễ trao giải truyền hình trong dân gian của khán giả
| Năm  | Giải thưởng                                     | Phim / Tác phẩm                                      | Kết quả            |
| ---- | ----------------------------------------------- | ---------------------------------------------------- | ------------------ |
| 2016 | Bầu chọn nam nghệ sĩ nhảy vọt                   | Luật chính cường nhân/ Luật sư đại tài và Cự Luân II | Đề cử (Xếp hạng 5) |
| 2017 | Bầu chọn nam nghệ sĩ nhảy vọt                   | Tình thương của mẹ hổ và Nam thần xuyên thời gian    | Đề cử (Xếp hạng 3) |
| 2021 | Nam diễn viên chính xuất sắc nhất được bầu chọn | Tiệm đồ quái dị — Vi Đức-tin                         | Đề cử              |

## Liên kết
- Hà Quảng Bái trên IMDb
- Hà Quảng Bái trên Instagram
- Matthew Ho trên Facebook